# إلياس الكوراني
إلياس الكوراني هو إلياس بن إبراهيم بن خضر  بن داود الكردي الكوراني، فقيه شافعي، من النساك، دخل دمشق عام 1070 وقام بالتدريس فيها، وزار القدس على قدميه، وحج وجاور في المدينة، وتوفي في دمشق، له كتب منها الجامع القصير، اختصار الجامع الصغير للسيوطي.

## حواشيه
- حاشية على شرح ايساغوجي
- حاشية على شرح رسالة الوضع للعصام
- حاشية على شرح عقائد السعد
- حاشية على شرح السنوسية للقيرواني

كان والي دمشق الوزير رجب باشا ممن يعتقده ويحبه، زاره مرة وطلب منه الدعاء فقال له: والله إن دعائي لا يصل إلى السقف، وما ينفعك دعائي والمظلومون في حبسك يدعون عليك.